# Alan Simon
 (avril 2025).
Alan Simon est un auteur-compositeur, romancier et réalisateur français, né le 3 juillet 1964 à Nantes.

## Biographie

### Enfance et formation
Il naît le 3 juillet 1964 à Nantes.

### Carrière
En 1974, il participe à une reprise de l'opéra rock La révolution française de Claude-Michel Schoënberg.
Alan Simon écrit L'Enfant rebelle (Grand prix de la Société des poètes et artistes de France en 1992).
En 1995, il compose son premier conte musical, Le Petit Arthur (paru à 50 000 exemplaires). Celui-ci intègre, trois ans plus tard, la méthode d'apprentissage de la langue française au Danemark Avant-Garde. Le conte Les enfants du futur : L'extraordinaire odyssée sort en 1996 et réunit des artistes connus parmi lesquels Jean Reno, Albert Dupontel, Murray Head .
Il écrit en 1996 les chanson du single SOS World (interprété par Murray Head).
En janvier 1999, sort l'album-concept Excalibur, La légende des Celtes, qui est certifié disque d'or la même année. Le premier volet de la trilogie Excalibur est une véritable table ronde musicale d’envergure : on y retrouve Roger Hodgson, Fairport Convention, Dan Ar Braz, Tri Yann, Angelo Branduardi, Didier Lockwood, Gabriel Yacoub, Carlos Nunez etc. En trois mois, l’album devient disque d’or en France. Cinq concerts événements sont donnés entre octobre 1999 et juin 2000, dont Paris-Bercy.
Alan Simon réalise l’année suivante l’album Open The Door de Roger Hodgson, ancien membre du groupe Supertramp. L'album figure en bonne place dans les classements en France (Top 30), en Espagne (Top 5), en Suisse et en Belgique (certifié platine). Le titre final For Every Man est composé par Alan Simon.
En 2003, il conçoit Gaïa (200 000 copies vendues dans 23 pays), un album concept caritatif dédié à la Terre traitant de la préservation de l’environnement et pour lequel des artistes de différents horizons répondent à l’appel : Midnight Oil, Justin Hayward de The Moody Blues, Zucchero, Anggun, Jane Birkin, Cesária Évora, Billy Preston, le Bagad Bro Kemperle. Le concept Gaïa est joué devant les 60 000 spectateurs d'Art on Ice à Zurich, au début de l'année 2004. Il a également fait partie des coups de cœur du prix du disque 2003 du Télégramme.
En 2005, Alan Simon réalise le long-métrage Ô Gengis,,.
Puis il sort en 2007 le deuxième opus d'Excalibur, Excalibur II, l'anneau des Celtes (avec les participations de Jon Anderson, d'Alan Parsons, de Barclay James Harvest, Maddy Prior, Jacqui McShee, John Wetton (King Crimson/Asia), John Helliwell (Supertramp), Flook, Karan Casey, Fairport Convention, Andreas Vollenweider). La trilogie discographique Excalibur compte parmi ses plus grands succès en France et en Europe (disques d'or en Allemagne). En 2008, le jury américain et le public du Progressive Rock Hall of Fame lui a décerné le prix du Meilleur Producteur de l'année (Progressive Rock Producer of the Year). Par ailleurs le prix de la Meilleure Chanson Rock de l'année (Progressive Rock Song of the Year) a été décerné au titre Circle of Life, interprété par Jon Anderson et écrit par Alan Simon.
En 2008/2009, Alan Simon signe l'opéra-rock Anne de Bretagne.
Le 3 mars 2014 sort Tristan & Yseult (Verycords/Warner) où l'on découvre les voix de la soprano Siobhan Owen et de Roberto Tiranti. La première de ce spectacle multi-disciplinaire qui associe danse classique, chansons folk-rock, danse Irlandaise, acteurs et un orchestre symphonique dirigé par Lee Holdridge rassemble 3 500 spectateurs le 7 mars 2014 au Zénith de Nantes. L'opéra folk rock "Tristan & Yseult" démarre une tournée mondiale le 14 février 2015 en Russie où le libretto d'Alan Simon (traduit en langue Russe et mis en scène par Nikolay Androsov) se joue à guichets fermés. Le spectacle sera joué jusqu'en 2020 au théâtre national de Novossibirsk (Sibérie).
Il est également le créateur et l'auteur de la trilogie BD "Les Buggels Noz", série dessinée par Jean-Marie Michaud et publiée chez Casterman entre 2012 et 2015.
Du 1 au 16 décembre 2016 Excalibur effectue une 4e tournée des Arénas en Allemagne et en Suisse,
Dans le cadre du festival de sciences fiction "Les Utopiales" (Nantes) le 3 novembre 2017, Alan Simon créé le ballet electro rock symphonique Big Bang. Bande son sur la genèse de l'univers avec la participation du saxophoniste des Supertramp John Helliwell, d'Alan Stivell et de Michael Sadler .
La B.O. de l'album Big Bang est depuis avril 2018 la bande son de la cité de l'espace situé à Toulouse.
Le 1er décembre 2017 donne le coup d'envoi à une nouvelle version de son opéra folk rock Tristan & Yseult au théâtre nationale de Minsk en Biélorussie. Le spectacle est annoncé complet pour la saison 2017/18.
Il crée le 5 mai 2018 la fresque historique musicale Chouans au Vendéspace en compagnie de 120 artistes dont le comédien Jean-Claude Drouot à la narration, le groupe Ange (Christian, Francis et Tristan Décamps) ou encore Renaud Detressan (Soldat Louis). Cet opéra contemporain de 23 tableaux raconte les tragiques événements de 1792.
Le 15 aout 2019 l'opéra rock Excalibur fête ses 20 ans lors d'un grand show anniversaire au festival Motocultor devant 10 000 personnes.
Le double album Chouans inclut 23 titres originaux signé Alan Simon. L'album est sortie à l'international sur le label Britannique Cherry Red/Babaïka le 3 mai 2019. Chouans obtient le Grand Prix du disque du Télégramme (Prix du Public) le 31 janvier 2020.
En 2019, Alan Simon réalise le film Monsieur Constant,,,. Il en est également le scénariste et le dialoguiste. Le tournage a lieu à l'Île aux Moines. Le film sort en février 2022 avec les acteurs Jean-Claude Drouot et Cali, Danièle Évenou, Mikhail Zhigalov (en) et Jean-Yves Lafesse.
Le 23 novembre 2019 s'est déroulé la première de l'opéra rock de Jean-Jacques Chardeau à l'Océanis de Ploemeur.

## Discographie

### Sous son nom
- 1994 : Le Petit Arthur (conte musical)
- 1996 : Les Enfants du Futur (conte musical)
- 1999 : Excalibur I, La Légende des Celtes (Sony Music)
- 2000 : Excalibur, Le Concert Mythique (version live incluant 8 titres inédits enregistrés le 12 octobre 1999 à Rennes)
- 2003 : Gaïa (album caritatif pour l'environnement)
- 2007 : Excalibur II, L'Anneau des Celtes (EMI)
- 2009 : Anne de Bretagne, Le rock opéra d'Alan Simon
- 2010 : Anne de Bretagne, Live au château des ducs de Bretagne (DVD)
- 2010 : Triple CD Live Anne de Bretagne au château des ducs de Bretagne
- 2012 : Excalibur III, The Origins (Babaïka/Celluloid)
- 2012 : Excalibur, Live à Brocéliande (DVD+CD Fox Pathé)
- 2014 : Tristan et Yseult (Verycords/Warner)
- 2014 : Tristan & Yseult live in Armorica (DVD+CD Fox Pathé)
- 2015 : Cap'tain Kid (Coop Breizh) CD studio/DVD live réalisés au bénéfice de l'association Killian
- 2016 : Songwriter album 20e anniversaire sortie en version collector LP's with 2 CD's & BD et en version 2CD + BD (Cherry red/Babaïka)
- 2017 : Excalibur IV, The Dark Age of the Dragon (Babaïka Production)

- 2018 : Big Bang (Babaïka Productions/Cherry Red Records)
- 2019 : Chouans (Babaïka Productions/ Cherry Red Records)
- 2022 : Monsieur Constant (Babaika Productions) la B.O. du film éponyme. Avec Cali, Jesse Siebenberg, Lee Holdridge et l'Orchestre symphonique de Prague, Olivier Rousseau, Roberto Tiranti.

### Collaborations
- 2000 : Open the door de Roger Hodgson (réalisateur)
- 2004 : UMOJA musical sud Africain sur l'apartheid (pour les titres I have a Dream et The Way)
- 2005 : Crème anglaise de John Helliwell (supervision artistique)
- 2011 : Didier Squiban interprète Les plus grands thèmes d'Anne de Bretagne (auteur)
- 2018 : Human-kelt de Alan Stivell (co-réalisateur mixage)
- 2019 : The Magical Musical Man de JJ Chardeau (libretto et mise en scène)[40]
- 2020 : Légendes de Morgan Marlet (Auteur compositeur)

## Filmographie

### Réalisateur
- 2004 : O Gengis, court métrage, narration française par Jean Reno, anglaise par Omar Sharif
- 2006 : clip De l'autre côté (en collaboration avec James Wood), titre interprété par Merzhin avec Jean-Claude Dreyfus et Liza Vodyanova (auteur-réalisateur : Alan Simon)
- 2013 : clip A Prayer for my lover (Alan Simon), titre interprété par Siobhan Owen (chef opérateur : Konan Mevel)
- 2015 : clip Dreams (Alan Simon), titre interprété par Kohann (chef opérateur : Konan Mevel)
- 2017 : clip Silver Moon (Alan Simon), titre interprété par Natali Domini et Adela Struzinska (chef opérateur : Olivier Chasle)
- 2017 : clip You are the Sunshine (en collaboration avec Jesse Siebenberg), titre interprété par Jesse Siebenberg (chef opérateur : Luc Marescot)
- 2023 : Monsieur Constant avec Jean-Claude Drouot, Cali, Mikhail Zhigalov (en), Danièle Évenou, Sacha Bourdo et Jean-Yves Lafesse

### Compositeur
- 2009 : La Robe du soir de Myriam Aziza - Alan Simon compose le titre L'Enfant Roy
- 2010 : Christopher Roth de Max Sender - Alan Simon compose le générique Peace on Earth (prix de la meilleure BO du festival du film fantastique de São Paulo)[41].
- 2020 : Poumon vert & Tapis rouge de Luc Marescot
- 2022 : Monsieur Constant de lui-même

## Contes , bandes dessinées et romans
- 2003 : GAIA, Carnets secrets de la planète bleue (Le Seuil)
- 2008 : Excalibur (tome 1) - Le Cercle du dragon (Pocket/Hugo and Co)
- 2011 : Anne de Bretagne, L'Héritage interdit (éditions CPE)
- 2013 : Les Buggels Noz (BD, t.1) - Le Bois des maîtres (Casterman)
- 2014 : Les Buggels Noz (BD, t.2) - La Guerre des Noz (Casterman)
- 2015 : Les Buggels Noz (BD, t.3) - L'Empire du masque (Casterman)